# 7649 Буґенвіль
7649 Буґенвіль (7649 Bougainville) — астероїд головного поясу, відкритий 22 вересня 1990 року.
Тіссеранів параметр щодо Юпітера — 3,417.
Названий на честь французького мореплавця, військового і дослідника Луї Антуана де Бугенвіля (1729–1811)